# Список послов СССР и России в Суринаме
В статье представлен список послов СССР и России в Суринаме.

## Хронология дипломатических отношений
- 25 ноября 1975 г. — установлены дипломатические отношения.
- 1975—1982 гг. — дипломатические отношения со стороны СССР осуществлялись через посольство в Колумбии.
- 27 октября 1981 г. — открытие посольств.
- С 1995 г. — дипломатические отношения со стороны России осуществляются через посольство в Бразилии.

## Список послов
| Срок полномочий                   | Посол                        | Годы жизни | Вручение верительных грамот | Комментарии         |
| --------------------------------- | ---------------------------- | ---------- | --------------------------- | ------------------- |
| СССР                              |                              |            |                             |                     |
| 29 ноября 1976 — 23 августа 1978  | Владимир Иванович Андреев    | 1925—1994  | 20 января 1977              | По совместительству |
| 23 августа 1978 — 22 июля 1982    | Леонид Михайлович Романов    | 1928—1991  | 7 декабря 1978              | По совместительству |
| 22 июля 1982 — январь 1989        | Игорь Дмитриевич Бубнов      | 1931—2014  | 17 августа 1982             |                     |
| 24 августа 1989 — 25 декабря 1991 | Юрий Александрович Дергаусов | 1943—2023  |                             |                     |
| Российская Федерация              |                              |            |                             |                     |
| 25 декабря 1991 — 22 апреля 1992  | Юрий Александрович Дергаусов | 1943—2023  |                             |                     |
| 14 апреля 1995 — 17 апреля 1998   | Иосиф Николаевич Подражанец  | 1938—      |                             | По совместительству |
| 11 января 1999 — 15 июля 2004     | Василий Петрович Громов      | 1936—2024  |                             | По совместительству |
| 6 августа 2004 — 23 ноября 2009   | Владимир Львович Тюрденев    | 1949—      |                             | По совместительству |
| 3 марта 2010 — 21 января 2021     | Сергей Погосович Акопов      | 1954—      | 23 ноября 2010              | По совместительству |
| 26 февраля 2021 — настоящее время | Алексей Казимирович Лабецкий | 1957—      |                             | По совместительству |